# Batterie d'accumulateurs
« batteries » redirige ici. Pour les autres significations, voir Batterie.
Une batterie d'accumulateurs, communément désignée par le terme batterie, est un ensemble d'accumulateurs électriques permettant de stocker de manière réversible l'énergie électrique sous forme chimique.
Les batteries peuvent être destinées à un grand nombre d'usage allant des appareils électriques et électroniques domestiques aux véhicules en passant par le stockage stationnaire.
En fonction des besoins, le nombre et la disposition des accumulateurs peuvent être adaptés de façon à créer un générateur électrique de tension et de capacité désirée.

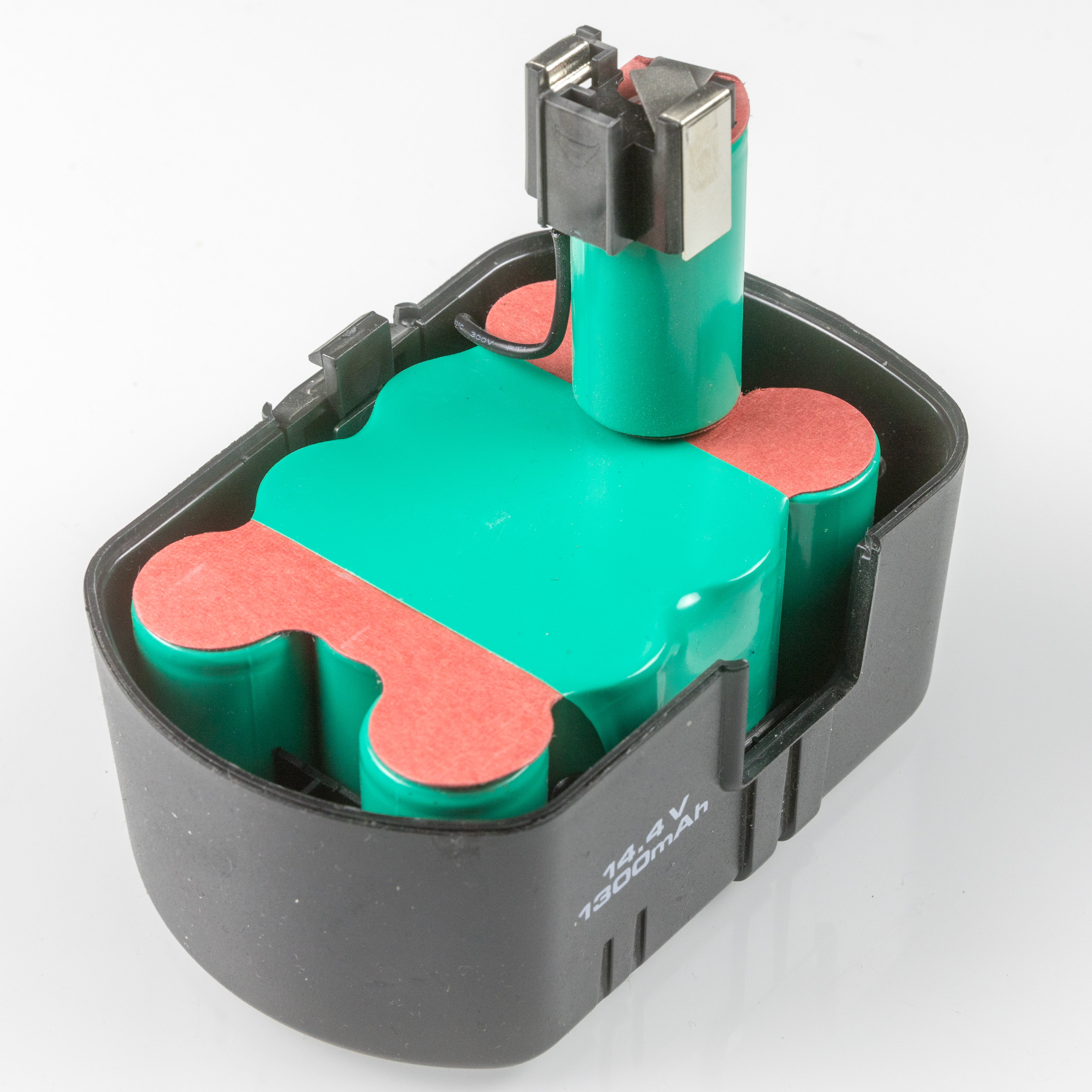
Batterie d'accumulateurs d'un mini-aspirateur domestique (2018).

## Vocabulaire
En France, dans le langage commun, le mot « batterie » désigne souvent un ensemble d'accumulateurs électriques bien que ce ne soit que l'un des multiples sens de ce mot.
Dans la littérature scientifique, les termes cellules, modules et pack sont communément utilisés pour distinguer différentes échelles au sein d'une batterie.
Le terme de cellule désigne l'accumulateur soit l'élément unitaire de la batterie.
Le terme module désigne un assemblage de quelques cellules tandis que le terme pack désigne un assemblage de modules. Ce dernier terme est issue de l'expression anglaise battery pack qui se traduit en français par « ensemble d'accumulateurs » ou « batterie d'accumulateurs ». La traduction littérale « pack de batterie » ou encore « pack batterie » est donc un anglicisme et un pléonasme.

## Diversité des accumulateurs
Face à la variété des usages nécessitant un stockage d'énergie sous forme électrique, une grande diversité de batteries existent. Elles se distinguent notamment du point de vue des matériaux utilisés, de leurs dimensions ou du nombre d'accumulateurs assemblés.

Densité d'énergie de quelques accumulateurs.

### Usages

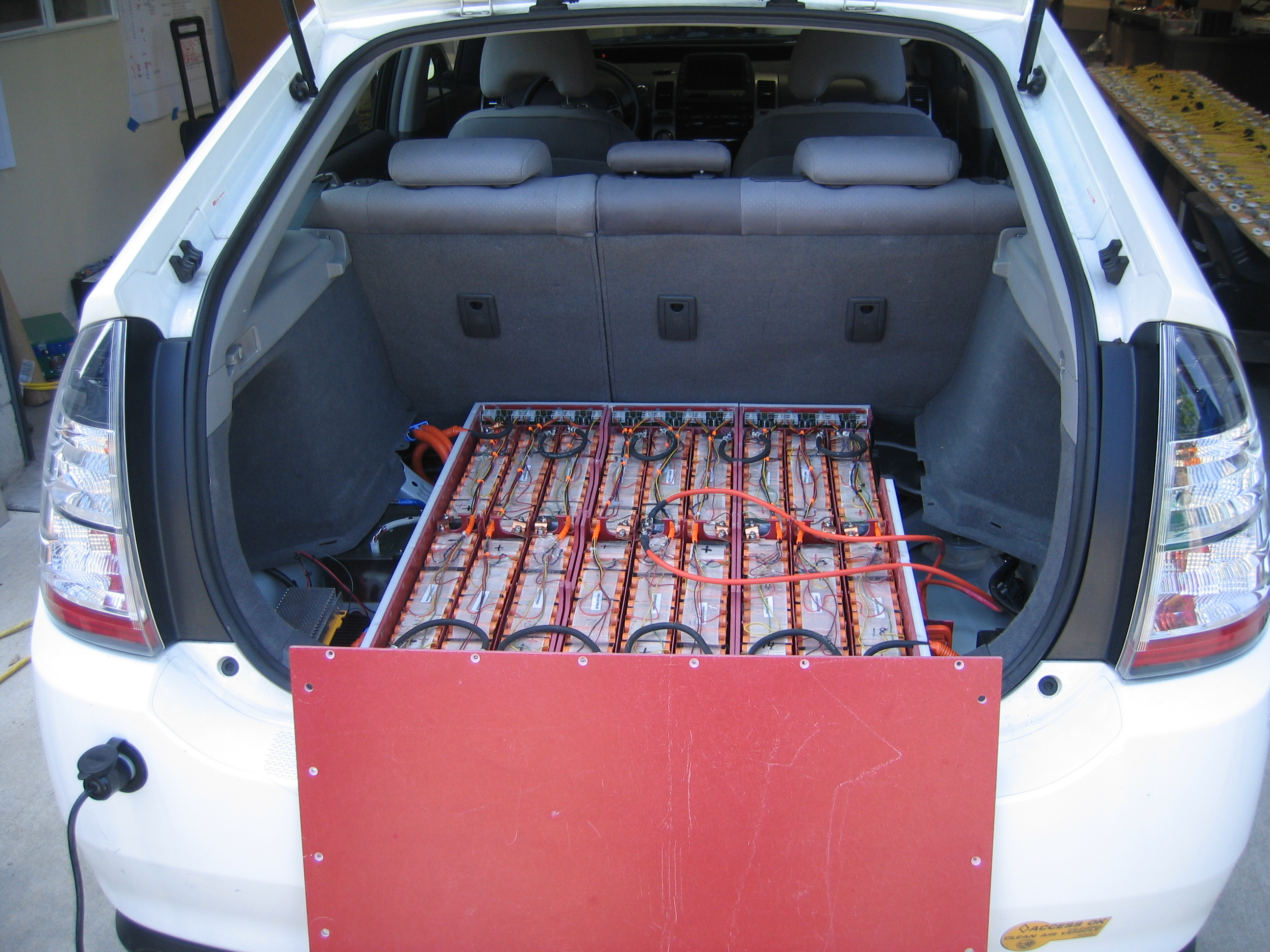
Véhicule électrique équipé de batteries lithium-ion.

Les batteries d'accumulateurs sont utilisées dans de nombreux domaines, par exemple dans de nombreux appareils électroniques autonomes, dont les téléphones mobiles, les baladeurs numériques, etc.
Dans les transports, les batteries de démarrage des véhicules routiers sont alimentées en électricité par des batteries d'accumulateurs. Elles fournissent l'énergie nécessaire au démarreur pour la mise en route du moteur, avant que l'alternateur ne prenne le relais comme principale source d'énergie électrique du véhicule lorsque le moteur est lancé.
La tension de cette batterie est couramment de 12 volts sur les automobiles, 24 volts sur les camions et, peut-être, de 42 volts pour la prochaine génération de véhicules).
Dans les véhicules électriques, les batteries sont souvent de technologies autres que le plomb, et d'une tension supérieure, pour limiter le poids à transporter et le courant électrique dans le câblage.

Les batteries (batteries déclassées de véhicules électriques notamment),,, ont aussi des usages « stationnaires », tel que les alimentations sans interruption dont le rôle est de suppléer pendant quelques minutes, à quelques heures, une coupure de courant du réseau électrique. Elles sont également couplées à des sources de production d'énergie intermittentes, pour permettre l'utilisation de l'énergie produite au moment choisi par l'usager,.

### Choix de configuration

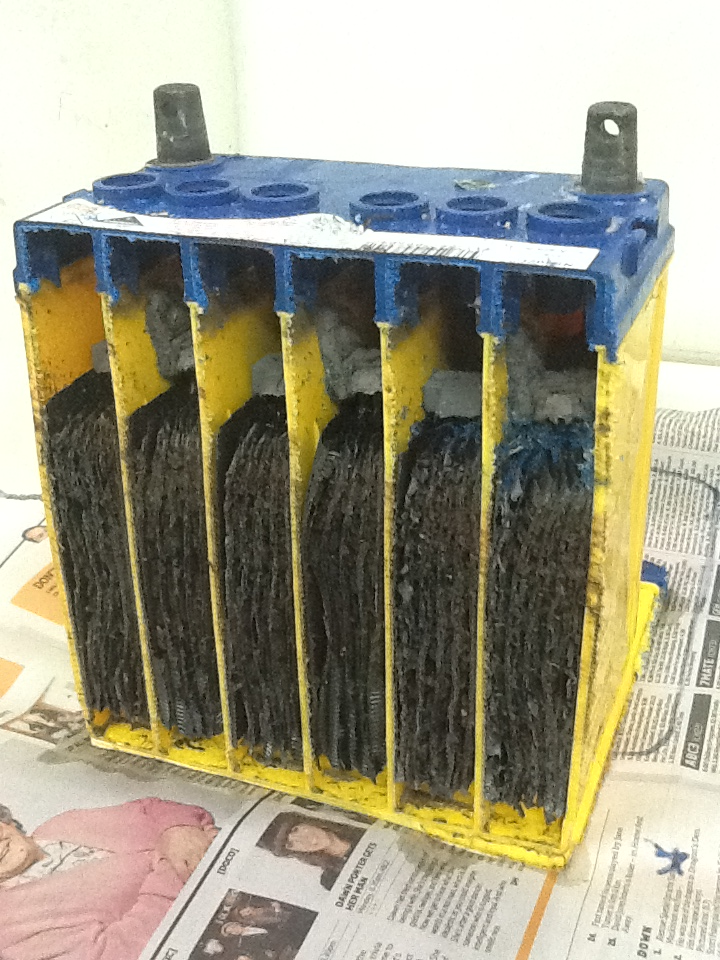
Vue en coupe d'une batterie d'accumulateurs de voiture, avec ses six cellules en série et ses plaques de plomb, pour une batterie de 12 V.

Les accumulateurs sont souvent câblés en série, pour obtenir la tension de batterie souhaitée.
Un montage en parallèle des cellules permet d'augmenter le courant disponible.
La combinaison des deux techniques peut être faite en connectant en série plusieurs blocs de cellules en parallèle.
Afin de simplifier les descriptions de montage des batteries d'accumulateurs, une notation usuelle de la forme xPyS est employée pour designer le couplage. Le nombre d’éléments connectés en série est indiqué par l'entier y tandis que l'entier x désigne le nombre de branches connectées en parallèle : six cellules connectées en série sont notées « 6S », deux cellules en parallèle sont notées « 2P », deux blocs en parallèle de six cellules en série sont notées « 2P6S », etc.

## Impact environnemental
Depuis les années 2010, les bases de données et études utiles à l'analyse du cycle de vie des batteries se développent,.
En Nouvelle-Calédonie, l'exploitation minière de Goro pour extraire le Nickel est source de dégats environnementaux, sociaux, sanitaires, et produit un rejet important en CO2,.
Selon un rapport (2017) de l'Institut suédois de recherche environnementale (IVL) la production de batteries engendre de 150 à 200 kg de CO2 par kilowatt-heure de capacité ; une batterie de 30 kWh engendrerait donc entre 4,5 et 6 tonnes de CO2 tandis qu’une batterie de 100 kWh comme celle qui équipe la Tesla Model S P100D correspondrait à la production de plus de 17 tonnes de CO2. L'IVL souligne cependant la forte disparité des mix énergétiques selon les pays : 162 kWh d’électricité étant nécessaires par kWh de batterie fabriquée, celle-ci peut représenter jusqu'à 70 % du CO2 émis lors de la production ; avec un mix électrique entièrement décarboné comme en Suède, cet impact carbone serait réduit de 60 %. Malgré cela, la recherche d'une autonomie maximale avec des batteries de grande capacité contribuerait significativement au réchauffement climatique,.
En 2019, la Commission européenne octroie 3,2 milliards d'euros au projet d'« Airbus des batteries », se focalisant sur le développement de batterie Li-ion avec une durée de vie augmentée et un impact environnemental atténué.
Les batteries au plomb peuvent presque entièrement être recyclées en fin de vie. En usine de recyclage, le plastique du boîtier est séparé du plomb des plaques et de l'acide de l'électrolyte. Puis le plomb est fondu et réutilisé pour fabriquer de nouvelles plaques. Le plastique broyé peut servir à confectionner de nouveaux boîtiers. Enfin, l’acide sulfurique, épuré et stocké de manière sécurisée (car dangereux et polluant) peut ultérieurement servir à fabriquer des batteries neuves. Des filières de collectes alimentent ces usines (à partir de mairies, déchetteries, magasins spécialisés dans l'automobile ou le matériel industriel, ou certains ferrailleurs (contre rémunération) peuvent s'en charger. Au Québec, les écocentres (centres municipaux de recyclage) offrent généralement ce service gratuitement.
Pour les batteries lithium-ion, en 2019, certaines entreprises comme la SNAM sont capables de recycler « plus de 70 % » des batteries. Les 20 % à 30 % restants « sont détruits, brûlés et à la fin il reste 2 % qui sont enfouis ».

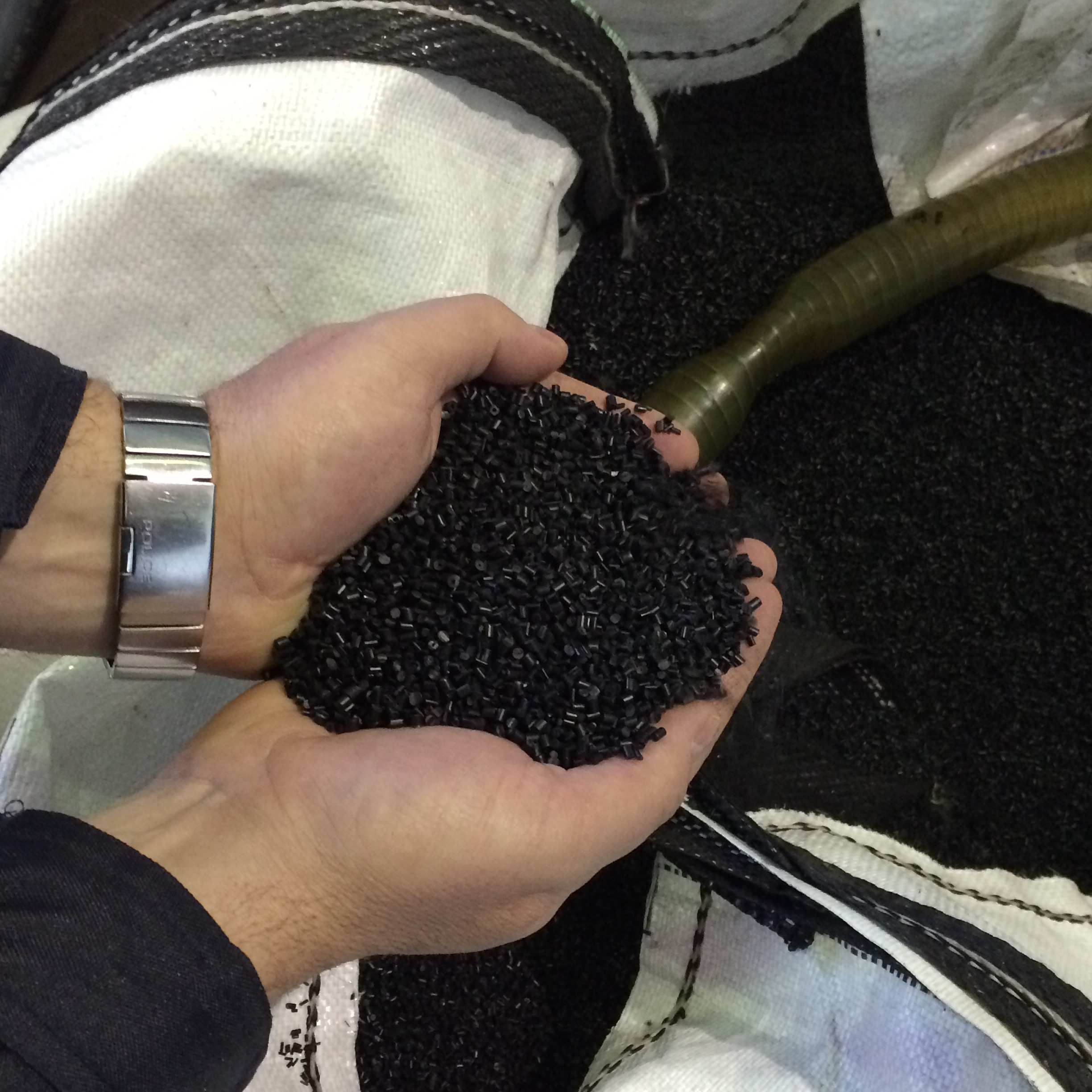
Matériaux de recyclage de batteries.

Certaines parties prenantes chinoises souhaitent standardiser les batteries pour faciliter leur remplacement et le recyclage.
Face aux tensions liés à la disponibilité des matériaux nécessaires aux batteries, de nombreux centres de recherche travaillent sur de nouvelles technologies dont les procédés de fabrication sont moins polluants et nécessitant moins de matériaux stratégiques.
Des efforts de recyclage et de réemploi sont également soutenus afin de réduire les risques de défaut d'approvisionnement, et la dépendance croissante aux productions de lithium, nickel, cobalt…. En 2023, le Conseil européen a adopté un nouveau règlement sur la durabilité du cycle de vie des batteries (quel que soit leur type, et de production à la réutilisation et au recyclage) pour des batteries plus sûres, durables et compétitives.

## Recherches, tendances et prospective
Au début des années 2020, les batteries lithium-ion continuent à dominer le marché grâce à des améliorations constantes de la densité énergétique, et donc d'autonomie des appareils et véhicules électriques, mais d'autres voies sont explorées, dont par exemple celle du lithium-ion associé au disulfure de molybdène (MoS₂).
Les recherches et découvertes, l'apport de l'intelligence artificielle, laissent espérer des progrès en termes de sécurité, de poids, de moindre impact environnemental, de durée de vie, de coût et d'autonomie (au point que certains fabricants de batteries promettaient une autonomie des voitures électriques de 800 km pour la décennie 2010-2020, grâce à la batterie lithium air). Néanmoins, en 2016, peu de voitures électriques peuvent dépasser 400 km sans recharge en usage standard, et en 2024, plusieurs projets industriels prometteurs de batteries « vertes » peinent à émerger (Northvolt qui se voulait leader en batteries moins polluantes, créé en 2016, est au bord de la faillite fin 2024 malgré un capital important, avec des projets abandonnés, des usines qui produisent moins que prévu, et avec plus de déchets que prévu).
Des recherches portent aussi sur de nouvelles anodes en silicium, sur des batteries « sèches » à semi-conducteurs (à électrolytes solides) offrant une sécurité accrue, des densités énergétiques plus élevées plus performantes et permettant une charge rapide, et notamment susceptibles de stocker à échelle moléculaire des énergies dites intermittentes (solaire, éolien…).Une batterie à supercondensateur à base de graphène est désormais une tendance qui peut charger le stockage d'énergie ou la batterie de manière électrostatique et non chimique. Cela signifie que le risque d’emballement thermique est minimisé et que l’impact environnemental est également éradiqué.
Face au risque de ruptures et/ou de pénuries d'approvisionnement en matières premières, d'autres travaux portent sur les possibilités de seconde vie (réusage) ; sur les moyens de diagnostic rapide de l'état d'une batterie ; sur la modélisation de la dégradation de chaque type de batterie, fortement liée à la composition des matériaux actifs de l'anode et de la cathode, du type d'électrolyte, de la qualité de fabrication, etc.)… pour des applications de stockage-tampon d'énergie. Cet enjeu devient crucial dans le contexte de la hausse du nombre de véhicules électriques, et du besoin de lissage des productions d'énergies intermittentes,.
Une volonté de souveraineté industrielle sous-tend des efforts de réindustrialisation, notamment en Europe pour moins dépendre des fabricants asiatiques, et en France (où il n'y avait plus d'usine de recyclage de batterie) avec l'émergence d'une vallée de la batterie dans le nord du pays. En 2024, une modélisation prospective estime qu'en Europe, dans les conditions du moment, les batteries lithium-fer-phosphates (40 % de la production future) et lithium-air (23 %) seraient les meilleures options. Pour réduire la consommation de lithium et cobalt, des cellules sodium-ion (3 %) et nickel-cobalt-manganèse (6 %) pourraient aussi être envisagées (pour valoriser le cobalt issu du recyclage).